# آلفرد کیفر
آلفرد کیفر (انگلیسی: Alfred Kieffer; ۱۱ ژانویهٔ ۱۹۰۴ – ۱۱ اکتبر ۱۹۸۷) بازیکن فوتبال اهل لوکزامبورگ بود.
وی همچنین در تیم ملی فوتبال لوکزامبورگ بازی کرده‌است.